# پات (مجارستان)
پات (به مجاری:  Pat) یک شهرداری در مجارستان است که در ناحیه نادی‌کانیژا واقع شده‌است. پات ۸٫۳۳ کیلومتر مربع مساحت و ۲۴۶ نفر جمعیت دارد.